# Strikeforce: Diaz vs. Noons 2
Strikeforce: Diaz vs. Noons 2（ストライクフォース：ディアス・バーサス・ヌーンズ・ツー）は、アメリカ合衆国の総合格闘技団体「Strikeforce」の大会の一つ。2010年10月9日、カリフォルニア州サンノゼのHPパビリオンで開催された。

## 大会概要
本大会ではStrikeforce世界ウェルター級タイトルマッチとStrikeforce女子ウェルター級（-61kg）タイトルマッチが組まれた。

## 試合結果
第10試合 ウェルター級 5分3R
○  タイロン・ウッドリー vs.  アンドレ・ガウヴァオン ×
1R 1:48 KO（右ストレート→パウンド）
第11試合 Strikeforce女子ウェルター級タイトルマッチ 5分5R
○  マルース・クーネン vs.  サラ・カフマン ×
3R 1:59 腕ひしぎ十字固め
※クーネンが王座獲得に成功。
第12試合 ライト級 5分3R
○  ジョシュ・トムソン vs.  J.Z.カルバン ×
3R終了 判定3-0
第13試合 Strikeforce世界ウェルター級タイトルマッチ 5分5R
○  ニック・ディアス vs.  KJ・ヌーンズ ×
5R終了 判定3-0
※ディアスが初防衛に成功。